# Demänovská Dolina
Demänovská Dolina es un municipio del distrito de Liptovský Mikuláš en la región de Žilina, Eslovaquia, con una población estimada a final del año 2024 de 369 habitantes.
Se encuentra ubicado al sureste de la región, cerca del curso alto del río Váh (cuenca hidrográfica del Danubio), de los montes Tatras y de la frontera con Polonia y las regiones de Prešov y Banská Bystrica.

## Demografía
| Año        | 1994 | 2004    | 2014     | 2024     |
| ---------- | ---- | ------- | -------- | -------- |
| Población  | 191  | 203     | 292      | 369      |
| Diferencia |      | +6,28 % | +43,84 % | +26,36 % |

| Año        | 2023 | 2024    |
| ---------- | ---- | ------- |
| Población  | 361  | 369     |
| Diferencia |      | +2,21 % |